# Rehia
Rehia là một chi thực vật có hoa trong họ Hòa thảo (Poaceae).

## Loài
Chi Rehia gồm các loài: